# Convention de Djeddah
La Convention régionale pour la conservation de l'environnement de la Mer Rouge et du Golfe d'Aden a été signée à Djeddah en 1982.
Elle est entrée en vigueur en 1985.

## Parties contractantes
- Djibouti (1998)
- Égypte (1990)
- Jordanie (1988)
- Arabie saoudite (1985)
- Somalie (1988)
- Soudan (1984)
- Yémen (1982)

## Protocoles
Plusieurs protocoles ont été adoptés ou proposés dans le cadre de la Convention de Djeddah :
- Protocole relatif à la coopération régionale pour la lutte contre la pollution par les hydrocarbures et les autres substances dangereuses en cas d'urgence (1982, entré en vigueur en 1985)
- Protocole relatif à la conservation de la diversité biologique et à l'établissement d'un réseau d'aires marines protégées en Mer Rouge et dans  le Golfe d'Aden (2005)
- Protocole relatif à la protection de l'environnement marin contre les activités telluriques en Mer Rouge et dans le Golfe d'Aden (RPA)

défini en 1999, révisé en 2004 et adopté en septembre 2005 par la Conférence des plénipotentiaires), le protocole comprend 25 articles et traite notamment du traitement des eaux usées et de la gestion des déchets
- Protocole relatif à l'échange de personnel et d'équipements en cas d'urgence maritime (EMERSGA)

## Organisation
Une organisation intergouvernementale  (PERSGA, Organisation Régionale pour la Conservation de l'Environnement de la Mer Rouge et du Golfe d'Aden) a été créée en 1995 sur la base juridique de l'article XVI de la Convention. Elle est basée à Djeddah (Arabie Saoudite) 